# Buyunshan (sockenhuvudort i Kina, Liaoning Sheng, lat 40,02, long 122,70)
Buyunshan är en sockenhuvudort i Kina. Den ligger i provinsen Liaoning, i den nordöstra delen av landet, omkring 210 kilometer söder om provinshuvudstaden Shenyang. Antalet invånare är 17 513. Befolkningen består av 8 442 kvinnor och 9 071 män. Barn under 15 år utgör 12,0 %, vuxna 15-64 år 75 %, och äldre över 65 år 11,0 %.
Runt Buyunshan är det ganska tätbefolkat, med 166 invånare per kvadratkilometer. Närmaste större samhälle är Wanfu, 18,6 km nordväst om Buyunshan. Omgivningarna runt Buyunshan är en mosaik av jordbruksmark och naturlig växtlighet.
Genomsnittlig årsnederbörd är 948 millimeter. Den regnigaste månaden är juli, med i genomsnitt 297 mm nederbörd, och den torraste är januari, med 9 mm nederbörd.